# Cầu Yên Xuân
Cầu Yên Xuân là tên của hai cây cầu (bao gồm một cầu đường sắt và một cầu đường bộ) bắc qua sông Lam, nối liền hai huyện Hưng Nguyên và Nam Đàn, tỉnh Nghệ An, Việt Nam.
Cầu đường sắt Yên Xuân được xây dựng vào thời Pháp thuộc, chủ yếu phục vụ cho tàu hỏa trên tuyến đường sắt Bắc Nam và các loại xe thô sơ, xe gắn máy lưu thông.
Ngày 2 tháng 10 năm 2015, nhằm giải quyết nhu cầu đi lại cho người dân ở các xã phía nam sông Lam thuộc huyện Nam Đàn (Nghệ An) và huyện Đức Thọ (Hà Tĩnh), cầu đường bộ Yên Xuân được khởi công xây dựng. Cầu Yên Xuân mới nằm về phía thượng lưu cầu đường sắt Yên Xuân, nối liền xã Long Xá, huyện Hưng Nguyên với xã Trung Phúc Cường, huyện Nam Đàn. Cầu được thiết kế vĩnh cửu bằng bê tông cốt thép và bê tông cốt thép dự ứng lực, có chiều dài cầu 1.873 m, bề rộng là 9 m, tốc độ thiết kế 60 km/h. Công trình có tổng mức đầu tư là 730 tỷ đồng, được thông xe vào ngày 3 tháng 9 năm 2016.